# Bonne Terre
Pour les articles homonymes, voir Bonne Terre (homonymie).
La ville de Bonne Terre est une ville du comté de Saint-François, situé dans l'État du Missouri, aux États-Unis.

## Géographie
La ville de Bonne Terre comptait 6 864 habitants lors du recensement de 2010.

## Histoire
La ville a été fondée en 1720 par les colons Canadiens-français et parmi eux des coureurs des bois, des trappeurs et des missionnaires qui arpentaient le pays des Illinois.
Par la suite furent creusées des mines, à la suite de la découverte de minerai de plomb et du minerai de sphalérite, un sulfure de zinc. Les mineurs, venant essentiellement du Canada fondèrent un campement dénommé "Le Petit Canada" avant de prendre le nom définitif  Village Français. (Missouri)  Bonne Terre Mine est devenu un site historique national depuis sa fermeture en 1961.
La ville de Bonne Terre possède un musée de l'espace qui présente notamment au public le drapeau américain que l'astronaute Eugene Cernan a déployé sur la lune en 1969.